# Stanisław Kryciński
Stanisław Kryciński (ur. 1954) – polski inżynier chemik, z zamiłowania historyk, krajoznawca, autor popularnych przewodników turystycznych, opracowań krajoznawczych oraz licznych artykułów.

## Życiorys
Należy do Studenckiego Koła Przewodników Beskidzkich w Warszawie (członek honorowy) i  Towarzystwa Karpackiego. W latach 1983–1999 działał w Społecznej Komisji Opieki nad Zabytkami Sztuki Cerkiewnej przy Towarzystwie Opieki nad Zabytkami.
W latach 1991–2008 właściciel Wydawnictwa Stanisław Kryciński, wydającego książki z zakresu krajoznawstwa, turystyki, historii i etnografii.
W ramach Akcji Opis, prowadzonej przez SKPB w Warszawie, zorganizował w latach 1980–1986 sześć dwutygodniowych obozów pod wspólną nazwą "Nadsanie". Ich uczestnicy prowadzili inwentaryzację krajoznawcza wsi na terenie Pogórza Przemyskiego i Bieszczadów. Działając w Społecznej Komisji Opieki nad Zabytkami Sztuki Cerkiewnej przy Towarzystwie Opieki nad Zabytkami zorganizował w latach 1987–1998 piętnaście obozów konserwatorskich, w czasie których uczestnicy odnawiali opuszczone cmentarze na terenach pd.-wsch. Polski (w Bieszczadach i Beskidzie Niskim). W 1999 i 2000 prowadził obozy archeologiczne w Berehach Górnych (Bieszczady) nadzorowane przez archeologa Zdzisława Skroka. W maju 1988 zorganizował obóz, którego uczestnicy dokonali renowacji cmentarza muzułmańskiego w Lebiedziewie k. Terespola. W latach 2009 i 2010 brał udział w renowacji cmentarzy w Rożniatowie i Ostrowiu k. Przeworska.
W 2000 wyróżniony odznaką „Zasłużony Działacz Kultury” przez Ministra Kultury i Dziedzictwa Narodowego.
w 2020 otrzymał Nagrodę Literacką im. Władysława Krygowskiego.

## Książki
- Cerkwie drewniane w Karpatach, SKPB, 1979
- Drewniane cerkwie karpackie, SKPB, 1984
- Nadsanie, cz. 1 „Gmina Czarna”, SKPB, 1986
- Pogórze Przemyskie, Rewasz, 1992
- Bieszczady. Słownik historyczno-krajoznawczy. Część I – gmina Lutowiska, Wyd. St. Kryciński, 1995
- Bieszczady. Słownik historyczno-krajoznawczy. Część II – gmina Cisna, Wyd. St. Kryciński, 1996 i 2007
- Bieszczady. Przewodnik dla prawdziwego turysty, Rewasz, wydawany od 1996 (współautor)
- Przemyśl i Pogórze Przemyskie, Rewasz, 1997, 2007
- Cerkwie w Bieszczadach, Wyd. St. Kryciński 1991, Rewasz, 1995 i 2005
- Polska niezwykła, Demart, 2005 (współautor)
- Bieszczady, Beskid Niski, Góry Sanocko-Turczańskie. Album-atlas-przewodnik, ExpressMap, 2007 (autor części o Beskidzie Niskim)
- Zabytki kultury żydowskiej w Polsce. Przewodnik, Carta Blanca, 2011
- Bieszczady. Tam gdzie oczy poniosą, Libra, 2013 (wstęp do albumu)
- Bieszczady. Tam gdzie „diabły, hucuły, ukraińce”, Libra, 2013
- Pogórze Przemyskie, Rewasz, 2014
- Przedwojenna architektura żydowska. Najpiękniejsze fotografie, Wydawnictwo RM, 2014
- Bieszczady. Od Komańczy do Wołosatego, Libra, 2014
- Łemkowszczyzna po obu stronach Karpat, Libra, 2015
- Łemkowszczyzna. Czas wojny i pokoju, Libra, 2017
- Łemkowszczyzna nieutracona, Libra, 2018
- Pogórze Przemyskie. Tajemnice doliny Wiaru, Libra, 2019
- Pogórze Przemyskie. W krwawym zakolu Sanu, Libra, 2020, wyd. II 2023
- Cerkwie Galicji Wschodniej, Libra, 2020 (wstęp i podpisy do zdjęć ze zbiorów Pawła Kusala)
- Cerkwie w Bieszczadach,  Rewasz, 2021
- Bieszczady. Gdzie dzwonnica głucha otulona w chmury, Libra, 2021
- Bieszczady. Cierń w wilczej łapie, Libra, 2022
- Bieszczady. Morze niepamięci, Libra, 2023
- Beskid Niski w fotografii Stanisława Krycińskiego, Ruthenus, 2024
- Pogórze Przemyskie. Okaleczone pogranicze, Libra, 2025

## Mapy, widoki zamków, foldery
- Wielki atlas historyczny, Demart, wydawany od 2002 (autor 63% map)
- Twierdza Przemyśl – mapa, 2003, praca zbiorowa
- Zabytkowe cerkwie południowo-wschodniej Polski – mapa, 2003, praca zbiorowa
- Twierdza Zamość – mapa, 2004, praca zbiorowa
- Okolice Krasnobrodu. Mapa turystyczno-krajoznawcza 1:35000, 2004
- Opis krajoznawczy do Arkusza Pikuj, Bieszczady Wschodnie, reedycja mapy WIG, 2005
- Zabytkowe cerkwie południowo-wschodniej Polski, 2005
- Kaplica św. Rocha w Krasnobrodzie, 2005
- Liw – widok zamku i przygródka w XVI wieku, 2005
- Czersk – widoki zamku w XV i XVI wieku, 2006, 2016
- Krasiczyn – widoki zamku w XVI, XVII i XX wieku, 2006
- Malbork – widok zamku i miasta w XV wieku, 2006
- Twierdza Warszawa, Rewasz, 2011